# Evgenija Medvedeva (pattinatrice)
Evgènija Armànovna Medvèdeva (in russo Евгения Армановна Медведева?; Mosca, 19 novembre 1999) è un'ex pattinatrice artistica su ghiaccio russa, due volte argento olimpico a Pyeongchang 2018.
È due volte campionessa mondiale di pattinaggio di figura (2016, 2017), due volte campionessa europea (2016, 2017), due volte vincitrice della finale del Grand Prix (2015, 2016) e due volte campionessa nazionale russa (2016, 2017). Nella sua carriera a livello junior ha vinto i campionati junior di pattinaggio di figura del 2015, la finale del Grand Prix junior del 2014 e campionati russi junior del 2015.
Sotto il sistema di giudizio ISU, ha segnato tredici punteggi da record, diventando la prima pattinatrice a superare gli 80 punti nel programma corto, i 160 nel libero e i 240 punti totali.

## Biografia
Nasce il 19 novembre 1999. La madre, un'ex-pattinatrice artistica su ghiaccio, ed il padre, Arman Babasyan, di origine armena, sono divorziati.

## Carriera

### Dagli inizi alla categoria Junior
Inizia a pattinare all'età di 3 anni, inizialmente allenata da Elena Proskurina, Lubov Yakovleva e Elena Selivanova. Nel 2008 si unisce a Ėteri Tutberidze all'Olympic Reserve Sports School. Ha fatto il suo debutto nelle competizioni senior a livello nazionale ai campionati russi 2012, si è piazzata ottava e, successivamente, sesta nel livello junior. A causa di un infortunio, la stagione dopo, non riesce a qualificarsi per i campionati russi 2013 a livello senior, a livello junior si piazza quarta.
Il suo debutto a livello internazionale avviene nella stagione 2013-2014. Ottiene la medaglia di bronzo dei Mondiali juniores, dietro a Maria Sotskova e Serafima Sakhanovich. Al Grand Prix ISU juniores di pattinaggio di figura vince l'oro prima a Riga in Lettonia e poi a Danzica in Polonia. Viene quindi scelta per sostituire un'infortunata Maria Sotskova alla Finale del Grand Prix juniores, dove ottiene un altro bronzo. Durante la stagione 2014-2015 è vincitrice della Finale del Grand Prix Junior e dei Mondiali juniores.

### Carriera senior

#### Stagione 2015-2016: campionessa europea e mondiale
Durante la stagione 2015-2016 esordisce a livello senior vincendo ad ottobre l'Ondrej Nepela Trophy a Bratislava, una competizione della ISU Challenger Series. Nelle settimane successive fa il suo esordio nel Grand Prix vincendo la medaglia d'oro a Skate America, la medaglia d'argento nella Rostelecom Cup alle spalle della connazionale Elena Radionova e l'oro nella Finale del Gran Prix davanti alla giapponese Satoko Miyahara. All'età di sedici anni, è la quinta più giovane vincitrice del titolo. Alla fine di dicembre ottiene il primo posto i campionati nazionali russi, stabilendo i nuovi record nazionali in tutti e tre i segmenti della gara.

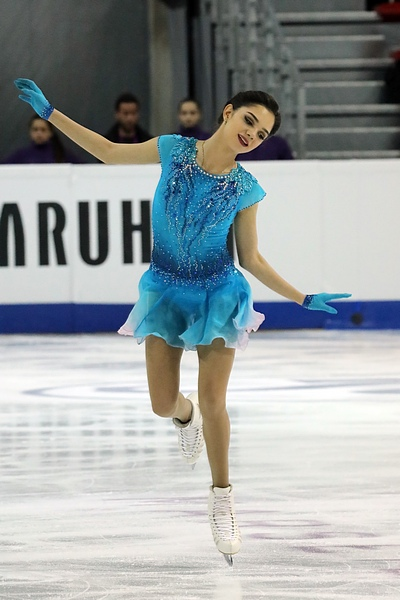
Medvedeva durante il suo programma corto alla finale del Grand Prix 2016-17.

A gennaio 2016 ha vinto l'oro ai Campionati Europei tenutisi a Bratislava davanti alle connazionali Elena Radionova e Anna Pogorilaja e a marzo ha trionfato ai Campionati Mondiali di Boston superando l'americana Ashley Wagner e Anna Pogorilaja e stabilendo con 150,10 punti il nuovo record mondiale per il punteggio del programma libero. È stata la prima pattinatrice nel singolo femminile a vincere i mondiali a livello senior l'anno dopo aver vinto i mondiali in categoria junior.

#### Stagione 2016-2017: otto record del mondo
La stagione successiva, Medvedeva ha difeso con successo i più importanti titoli vinti nella stagione precedente, prima fra tutti la finale del Grand Prix tenutasi a Marsiglia, in Francia. Nell'occasione, ha segnato un nuovo record del mondo per il punteggio del programma corto, con 79.21 punti. Con questa vittoria ha ripetuto l'impresa già portata a termine da Irina Sluckaja, Tara Lipinski, Yuna Kim, e Mao Asada di vincere due finali del Grand Prix consecutive. Ha difeso con successo anche il proprio titolo nazionale ai campionati russi, il titolo europeo e quello mondiale. Alla fine della stagione ha partecipato anche ad una gara a squadre, il World Team Trophy.
Complessivamente, durante la stagione 2016-17 Medvedeva ha segnato otto punteggi da record del mondo: due per il programma corto, tre per il libero e tre per il totale. Per tutta la stagione è rimasta imbattuta, vincendo l'oro a tutte le competizioni a cui ha preso parte.

#### Stagione 2017-2018: la stagione olimpica
Nella stagione 2017-18, stagione olimpica, Medvedeva ha debuttato all'Ondrej Nepela Trophy a Bratislava, in Slovacchia, vincendo il suo primo oro stagionale. A metà ottobre ha vinto la sua prima tappa del Grand Prix, la Cup of Russia, nonostante una caduta per lei inusuale sul doppio Axel. Ha poi partecipato alla seconda tappa, l'NHK Trophy, che si è tenuta ad Osaka, in Giappone. Ha nuovamente vinto l'oro, ma di nuovo con una caduta, questa volta sul triplo Flip. Date queste cadute e a causa anche di un dolore al piede destro di cui aveva cominciato a soffrire già prima della tappa di casa, la pattinatrice si è sottoposta a una risonanza magnetica che ha messo in evidenza una frattura al metatarso destro. Medvedeva ha dovuto quindi ritirarsi dalla finale del Grand Prix, cedendo il posto alla giapponese Satoko Miyahara, e dai campionati nazionali, in entrambi i casi dovendo rinunciare a difendere il proprio titolo. La federazione russa si è comunque detta disposta a mandarla ai giochi olimpici di Pyeongchang anche nonostante la mancata partecipazione alle gare di qualificazione, sulla base degli ottimi risultati ottenuti in competizione.

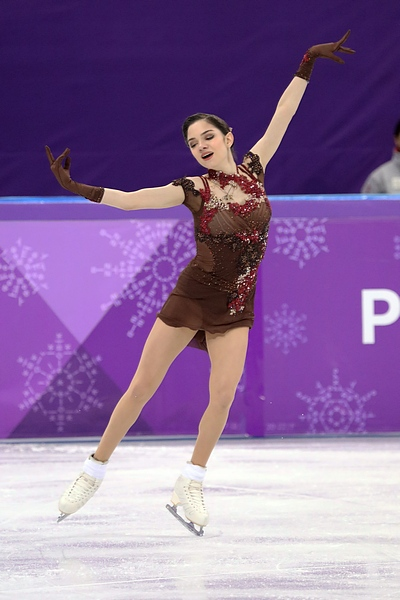
Medvedeva durante il programma libero delle Olimpiadi Invernali di Pyeongchang 2018.

Medvedeva è tornata a competere in gennaio, in occasione dei campionati europei di Mosca. Ha presentato due programmi puliti ma non perfetti, sporcando l'uscita dal doppio Axel nel programma corto e ricevendo una chiamata per un filo d'entrata poco chiaro nel triplo Lutz. Classificatasi seconda in entrambi i segmenti di gara dietro alla compagna d'allenamenti Alina Zagitova, ha vinto la medaglia d'argento, trovandosi battuta per la prima volta dal novembre del 2015.
Il 21 gennaio è stato confermato che Medvedeva avrebbe fatto parte delle pattinatrici invitate a Pyeongchang come Atleti Olimpici dalla Russia assieme a Zagitova e a Maria Sotskova. Medvedeva ha fatto la sua prima apparizione alle Olimpiadi in occasione della gara a squadre, dove ha pattinato un programma corto pulito, migliorando il proprio miglior punteggio personale e quindi anche aggiornando anche il record del mondo, con 81.06 punti, e contribuendo quindi al secondo posto dei rappresentanti russi. Nella competizione individuale ha poi conquistato una seconda medaglia d'argento, dietro alla connazionale Alina Zagitova. Nell'occasione, Medvedeva ha nuovamente migliorato il record del mondo nel programma corto, con 81.61 punti, ma il record è stato battuto cinque minuti dopo dalla connazionale, che ha ottenuto un punteggio di 82.92.
Nonostante avesse inizialmente pianificato di partecipare ai campionati mondiali che si sarebbero tenuti un mese dopo i giochi olimpici, si è poi ritirata a causa di una frattura da stress al piede destro.

#### Stagione 2018-2019: cambio d'allenatore e bronzo mondiale
A partire dalla stagione 2018-2019, Medvedeva ha iniziato ad allenarsi in Canada, presso il Toronto Cricket, Skating & Curling Club, con Brian Orser. Ha iniziato la stagione partecipando alla competizione Autumn Classic International, classificandosi seconda dietro alla campionessa statunitense Bradie Tennell. Ha poi preso parte alla prima tappa del Grand Prix a cui è stata assegnata, Skate Canada. Pur arrivando da favorita, si è classificata soltanto settima nel programma corto, anche di un salto in combinazione eseguito soltanto semplice. Intervistata, ha dichiarato che non le era mai capitato di mancare un salto a quel modo in competizione. Ha comunque rimontato grazie al programma libero, riuscendo a piazzarsi sul podio, medaglia di bronzo. Si trattò del suo primo podio raggiunto con il nuovo allenatore Brian Orser; davanti a lei arrivarono la giapponese Mako Yamashita e la connazionale Elizaveta Tuktamysheva.
Dopo aver avuto problemi sia nel corto che nel libero si classificò quarta in Francia nel trofeo Eric Bompard, mancando il podio in una competizione internazionale per la prima volta nella sua carriera da senior e venendo esclusa dalla finale del Gran Prix. In seguito a questo risultato decise di cambiare il brano su cui pattinare nel programma corto, optando per E lucevan le stelle, coreografato dall'amico Misha Ge e tratto dalla Tosca di Puccini. La drastica decisione si rivela inizialmente tutt'altro che fruttuosa, tanto che il nuovo programma corto le frutta un tragico 14º posto al campionato nazionale russo con cui chiuse il suo 2018, frutto di diversi gravi errori. Riuscì comunque a limitare i danni grazie ad un ottimo programma libero che le fruttò il quarto miglior punteggio, ma chiuse solo al settimo posto complessivo. Vista l'eccezionale varietà di scelta e le sue discontinue prestazioni, Medvedeva fu selezionata solo come seconda alternativa per l'europeo del 2019 al quale pertanto non partecipo, e tornò a vincere una competizione solo nel febbraio di quell'anno, imponendosi nella finale della Russian Cup davanti ad Elizaveta Tuktamysheva che come lei non era stata impegnata nella competizione (era la prima alternativa) e che inoltre aveva sofferto di una polmonite.
Con soli tre posti a disposizione per l'imminente mondiale del 2019, la squadra russa si ritrovò nella spiacevole posizione di dover aggregare alla campionessa olimpica Alina Zagitova e alla fresca campionessa europea Sofia Samodurova una ragazza soltanto tra due ex campionesse del mondo: Tuktamysheva (2015) o Medvedeva (2016 e 2017). La scelta ricadde proprio su Evgenia, non senza polemiche in patria visto che Liza per sua stessa ammissione si era fatta più volte preferire a Evgenia nella stagione in corso. La scelta della squadra russa si rivelò però più che azzeccata e Medvedeva al mondiale 2019 fu autrice di due perfette esibizioni che la riportarono sul podio del campionato del mondo a Saitama contro ogni pronostico: a dispetto di un eccezionale livello della competizione, Evgenia chiuse infatti con il quarto posto nel programma corto e con il terzo nel libero, conquistando il terzo posto complessivo ed un insperato bronzo mondiale appena davanti all'idolo di casa Rika Kihira: 223.80 contro 223.49 punti.

#### Stagione 2019-2020
Evgenia apre la stagione all'Autumn Classic International in Canada, con un argento dietro a Rika Kihira, dopo essersi piazzata seconda in entrambi i segmenti di gara. Partecipa allo Shangai Trophy nonostante fosse appena guarita dall'influenza, dove vince la medaglia d'oro pur riscontrando delle difficoltà nel programma libero, davanti a Elizabet Tursynbaeva ed Eunsoo Lim. Prende poi parte allo Skate Canada, dove si classifica quinta in totale, dopo essersi piazzata sesta nel programma corto a causa di uno step out sul doppio axel e di una caduta sul triplo lutz e terza nel programma libero. Partecipa poi alla Rostelecom Cup, dove vince la medaglia d'argento con un totale di 225,76 dietro ad Aleksandra Trusova, dopo essersi qualificata prima nel programma corto e seconda nel libero. A causa del quinto posto ottenuto allo Skate Canada, non riesce a qualificarsi per la finale di Grand Prix a Torino.
Ai Campionati Nazionali Russi 2020, durante gli allenamenti le si rompe un pattino. Prende comunque parte al programma corto, piazzandosi quinta con un punteggio di 71,08. Tuttavia, per evitare il rischio di un infortunio, si ritira prima del programma libero, annunciando di concludere qui la stagione.

## Allenamento e tecnica
Dal 2008 comincia ad allenarsi all'Olympic Reserve Sports School no.37, che in seguito prende il nome di Sambo 70, con l'allenatrice con Ėteri Tutberidze, allenatrice di numerose ragazze russe tra cui Julija Lipnickaja e Alina Zagitova.
Il 7 maggio 2018, Medvedeva annuncia la decisione di trasferirsi a Toronto, in Canada, per allenarsi con Brian Orser, allenatore, tra gli altri, di Yuzuru Hanyu, Javier Fernandez e Yuna Kim.
Medvedeva esegue la maggior parte dei salti con una mano sopra la testa, secondo la tecnica detta "Tano" (dal pattinatore Brian Boitano), o con due mani unite sopra la testa, tecnica chiamata "Rippon" (dal pattinatore Adam Rippon). Esegue diversi salti in combinazione con il triplo toe-loop, ad esempio flip, salchow, lutz e loop, ed è conosciuta anche per essere in grado di eseguire combinazioni di tre o quattro salti tripli.

## Record
- Prima pattinatrice nella storia a superare gli 80 punti in un programma corto femminile, i 160 punti in un programma libero femminile e i 240 punti nel punteggio totale. (World Team Trophy 2017)[6]
- Miglior punteggio nel programma corto femminile. Segnati quattro record: 79.21 punti alla finale del Grand Prix del 2016, 80.85 al World Team Trophy del 2017; 81.06 alla gara a squadre delle Olimpiadi Invernali di Pyeongchang e 81.61 nella competizione individuale. Record battuto da Alina Zagitova nella stessa competizione.[33]
- Miglior punteggio nel programma libero femminile. Segnati quattro record: ai campionati mondiali del 2016 (150.10 punti), ai campionati europei del 2017 (150.79), ai mondiali del 2017 (154.40) e al World Team Trophy del 2017 (160.46).[34]
- Miglior punteggio totale in categoria femminile. Segnati tre record: ai campionati europei del 2017 (229.71), ai mondiali del 2017 (233.41) e al World Team Trophy del 2017 (241.31).[6]
- Miglior punteggio nel programma corto femminile in categoria junior. Record battuto da Polina Tsurskaya al JGP Russia 2016. (campionati mondiali junior del 2015)[35]
- Prima pattinatrice russa a difendere con successo il proprio titolo mondiale.[36]
- Avendo vinto i suoi primi campionati mondiali a 16 anni e 4 mesi, è la più giovane pattinatrice ad aver vinto un titolo mondiale dopo Tara Lipinski nel 1997, che all'epoca non aveva ancora compiuto 15 anni. (Campionati mondiali del 2015)[37]
- Prima pattinatrice nel singolo femminile a vincere i mondiali in categoria senior l'anno dopo aver vinto i mondiali junior.[11]

## Programmi
|           | Programma corto | Programma libero | Esibizione |
| --------- | --- | --- | --- |
| 2020-2021 | | - Allegria (da Cirque du Soleil) | |
| 2019-2020 | - Exogenesis Symphony, part 3 (Redemption) dei Muse, coreografia di Il'ja Averbuch                                                              | - Memorie di una Geisha - The Chairman's Waltz - Going to School - Sayuri's Theme - Becoming a Geisha di John Williams coreografia di Shae-Lynn Bourne | - Beautiful Mess di Kristian Kostov, coreografia di Evgenia Medvedeva - The Windmills of Your Mind di Michel Legrand, cantata da All Angels, coreografia di Evgenia Medvedeva - idontwannabeyouanymore di Billie Eilish, coreografia di Joey Russell |
| 2018-19   | - Orange Colored Sky di Natalie Cole, coreografia di David Wilson - E lucevan le stelle dalla Tosca di Giacomo Puccini, coreografia di Misha Ge | - Mumuki] - Sur Regresso Al Amour - Libertango di Astor Piazzolla, suonato da Yo-Yo Ma. Coreografia di David Wilson. | - Beautiful Mess di Kristian Kostov, coreografia di Evgenia Medvedeva - Experience di Ludovico Einaudi, coreografia di Evgenia Medvedeva - 7 Rings di Ariana Grande, coreografia di Misha Ge - Million Roses di Raimonds Pauls, cantata da Alla Pugačëva - Faith di May J, coreografia di Stéphane Lambiel                                                                                |
| 2017-18   | - Notturno in Do Minore di Chopin, eseguito da Joshua Bell coreografia di Ilia Averbukh                                                         | - Overture - Dance With me - I Understood Something - Too Late da Anna Karenina di Dario Marianelli coreografia di Daniil Glejchengauz e Il'ja Averbuch | - Overture - Dance With me - I Understood Something - Too Late da Anna Karenina di Dario Marianelli coreografia di Daniil Glejchengauz e Il'ja Averbuch - Cuckoo di Viktor Tsoi, cantato da Polina Gagarina, dal film Battle for Sevastopol, coreografia di Ėteri Tutberidze - Beautiful di Linda Perry, cantato da Christina Aguilera - Meditation (Thais) eseguito da Vladimir Spivakov |
| 2017-18   | - Notturno in Do Minore di Chopin, eseguito da Joshua Bell coreografia di Ilia Averbukh                                                         | - - January Stars di George Winston - Divenire di Ludovico Einaudi - The Departure (Lullaby) (da The Leftovers) di Max Richter - Dona Nobis Pacem 2 (da The Leftovers) di Max Richter                                                                                    | - Overture - Dance With me - I Understood Something - Too Late da Anna Karenina di Dario Marianelli coreografia di Daniil Glejchengauz e Il'ja Averbuch - Cuckoo di Viktor Tsoi, cantato da Polina Gagarina, dal film Battle for Sevastopol, coreografia di Ėteri Tutberidze - Beautiful di Linda Perry, cantato da Christina Aguilera - Meditation (Thais) eseguito da Vladimir Spivakov |
| 2016-17   | - River Flows in You di Yiruma - The Winter di Balmorhea coreografia di Ilia Averbukh                                                           | - Extremely Loud and Incredibly Close (da Molto forte, incredibilmente vicino) di Alexandre Desplat - Piano Lesson with Grandma (da Molto forte, incredibilmente vicino) by Alexandre Desplat - Flying di Dan Cullen coreografia di Daniil Glejchengauz e Il'ja Averbuch | - Paroles, Paroles di Dalida e Alain Delon - Moi je joue di Brigitte Bardot - Vogue di Madonna |
| 2015–2016 | - Melodies of the White Night di Isaac Schwartz coreo. di Aleksandr Žulin                                                                       | - Dance For Me Wallis (da W.E. - Edward e Wallis) di Abel Korzeniowski - Allegro di René Aubry - Charms (da W.E. - Edward e Wallis) di Abel Korzeniowski coreo. di Ilia Averbukh e Igor Strelkin                                                                         | - You Raise Me Up di Celtic Women - Ostanus di Gorod 312 - Tore My Heart di Oona Garthwaite - Rama Lama (Bang Bang) di Róisín Murphy - Stayin' Alive di Bee Gees |
| 2014–2015 | - The Umbrellas of Cherbourg di Michel Legrand coreo. di Aleksandr Žulin                                                                        | - Ein Sommernachtstraum di Hans Günter Wagener - Tango Tschak di Hugues Le Bars | - Stayin' Alive di Bee Gees - Non, je ne regrette rien di Édith Piaf |
| 2013–2014 | - Ballet Russe di Frank Mills | - Nocturne (da La Califfa) di Ennio Morricone - Never Gonna Miss You di artisti vari | - Russian Gypsy Music |
| 2012–2013 | - James Bond Theme | - Na Katere di Eugen Doga - Gramofon di Eugen Doga | |
| 2011–2012 | - Rich Man's Frug di Cy Coleman | - Na Katere di Eugen Doga - Gramofon di Eugen Doga | |
| 2010–2011 | - Medley di Charlie Chaplin | - Tsyganochka (in russo Цыганочка?) - Ekh raz, eshche raz (in russo Эх раз, ещё раз?) | |
| 2009–2010 | - Für Elise di Ludwig van Beethoven | - Memory (da Cats) di Andrew Lloyd Webber | |

## Risultati

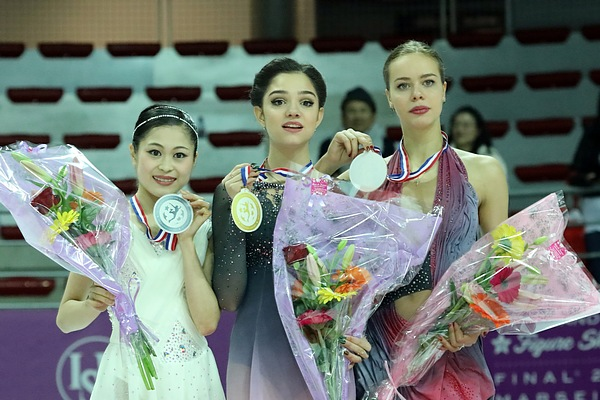
Evgenia Medvedeva sul podio della finale del Grand Prix del 2016.

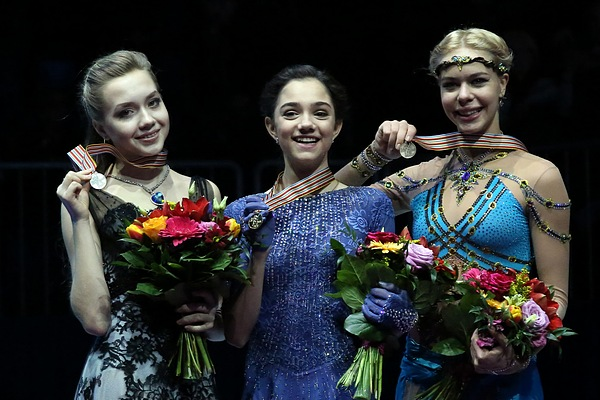
Evgenia Medvedeva sul podio dei campionati europei del 2016.

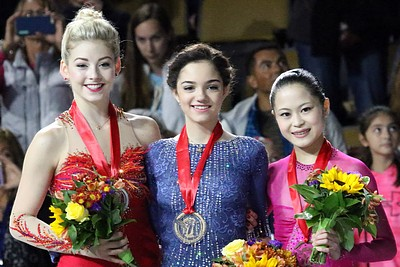
Evgenia Medvedeva (al centro) a Skate America 2015.

## Risultati[7]
| Internazionali | Internazionali | Internazionali | Internazionali | Internazionali | Internazionali | Internazionali | Internazionali | Internazionali | Internazionali | Internazionali | Internazionali |
| Evento | 2010-11        | 2011–12        | 2012–13        | 2013–14        | 2014–15        | 2015–16        | 2016-17        | 2017-18        | 2018-19        | 2019-20        | 2020-21        |
| --- | -------------- | -------------- | -------------- | -------------- | -------------- | -------------- | -------------- | -------------- | -------------- | -------------- | -------------- |
| Olimpiadi |                |                |                |                |                |                |                | 2º             |                |                |                |
| Campionati mondiali |                |                |                |                |                | 1º             | 1º             |                | 3º             |                |                |
| Campionati europei |                |                |                |                |                | 1º             | 1º             | 2º             |                |                |                |
| GP Finale Grand Prix |                |                |                |                |                | 1º             | 1º             | R              |                |                |                |
| GP France |                |                |                |                |                |                | 1º             |                |                |                |                |
| GP Rostelecom Cup |                |                |                |                |                | 2º             |                | 1º             |                | 2º             | R              |
| GP Skate America |                |                |                |                |                | 1º             |                |                |                |                |                |
| GP Skate Canada |                |                |                |                |                |                | 1º             |                | 3º             | 5°             |                |
| GP NHK Trophy |                |                |                |                |                |                |                | 1º             |                |                |                |
| CS Ondrej Nepela Trophy                                                                                                   |                |                |                |                |                | 1º             |                | 1º             |                |                |                |
| CS Autumn Classic |                |                |                |                |                |                |                |                | 2º             | 2º             |                |
| Shangai Trophy |                |                |                |                |                |                |                |                |                | 1º             |                |
| Internazionali: Junior |                |                |                |                |                |                |                |                |                |                |                |
| Mondiali junior |                |                |                | 3º             | 1º             |                |                |                |                |                |                |
| JGP Finale |                |                |                | 3º             | 1º             |                |                |                |                |                |                |
| JGP Repubblica Ceca |                |                |                |                | 1º             |                |                |                |                |                |                |
| JGP Francia |                |                |                |                | 1º             |                |                |                |                |                |                |
| JGP Lettonia |                |                |                | 1º             |                |                |                |                |                |                |                |
| JGP Polonia |                |                |                | 1º             |                |                |                |                |                |                |                |
| Ice Star |                |                |                | 1º J.          |                |                |                |                |                |                |                |
| Nazionali |                |                |                |                |                |                |                |                |                |                |                |
| Campionati Russi |                | 8º             |                | 7º             | 3º             | 1º             | 1º             | R              | 7°             | R              | R              |
| Campionati Russi Junior                                                                                                   | 12º            | 12º            | 4º             | 4º             | 1º             |                |                |                |                |                |                |
| Gare a squadre |                |                |                |                |                |                |                |                |                |                |                |
| Olimpiadi |                |                |                |                |                |                |                | 2º S 1º P      |                |                |                |
| World Team Trophy |                |                |                |                |                |                | 2º S 1º P      |                |                |                |                |
| Team Challenge Cup |                |                |                |                |                | 2º S 1º P      |                |                |                |                |                |
| Japan Open |                |                |                |                |                |                | 2º Sº 1º P     | 1º S 1º P      |                |                |                |
| GP = Grand Prix; JGP = Junior Grand Prix; J. = Junior; R = Ritirata; S = Risultato della squadra; P = Risultato personale |                |                |                |                |                |                |                |                |                |                |                |